# Vodní plocha

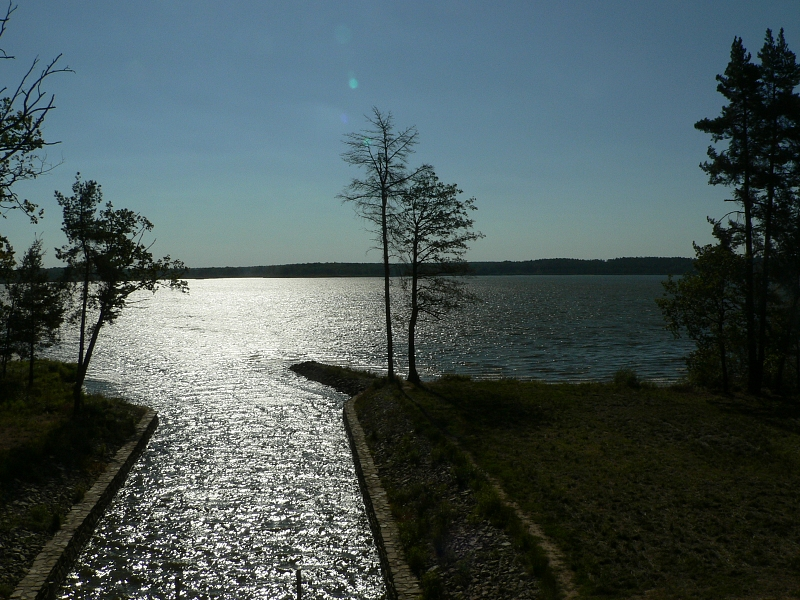
Rybník Rožmberk

Vodní plocha je označení soustavné vodní pokrývky na povrchu tělesa, která je z pohledu průtoku poměrně statickým tělesem. Jako vodní plocha se tak často označují různé kaluže, tůňky, rybníky, jezera, přehradní nádrže, moře a oceány. Z výčtu je vidět, že se termín používá pro útvary jak přírodní tak i vytvořené člověkem.
Vodní plochy slouží jako přirozené nádrže, kde dochází k akumulaci vody, jež se využívá pro hospodářské účely (rybolov, chov ryb atd.), či pro vodohospodářské účely (vodárenství atd.), tak i pro rekreační účely.
Pro společné označení vodních ploch a vodních toků se používá například termín vodstvo (ten však zahrnuje i podpovrchové a atmosférické vody a vody v živých organizmech) či povrchové vody, někdy je však termín vodní plochy používán v širším významu, zahrnujícím i povrchové vodní toky.  